# Christian August von Seilern

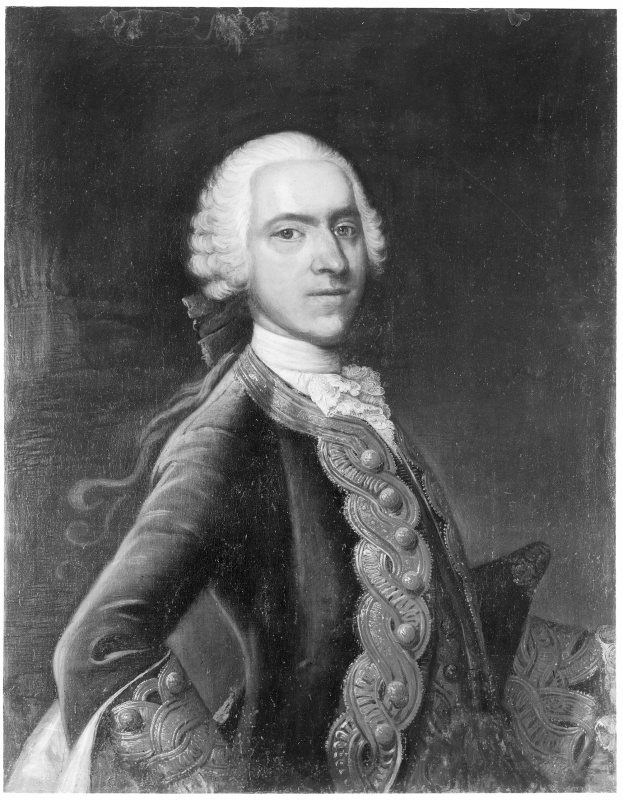
Christian August von Seilern

Christian August Graf von Seilern und Aspang (* 22. April 1717; † 15. November 1801 in Wien) war österreichischer Diplomat und Staatsmann. Er war von 1770 bis 1779 Statthalter des Erzherzogtums Österreich unter der Enns und von 1779 bis 1791 Präsident der Obersten Justiz. Seilern war u. a. Besitzer des Fideikommisses Lukov-Kralice sowie der Herrschaften Litschau und Hetzendorf.

## Leben
Christian August von Seilern war ein Sohn des Johann Friedrich (II.) Graf von Seilern und Aspang (1675–1751), der ein Neffe und Adoptivsohn des 1713 in den Reichsgrafenstand erhobenen Hof-Vizekanzlers Johann Friedrich von Seilern war, und dessen Frau Anna Maria geb. Gräfin von Lengheimb. Graf Seilern heiratete 1741 Charlotte Gräfin zu Solms-Sonnenwalde (1725–1783).
1745 arbeitete er beim Reichshofrat. Im Jahre 1751 erbte er den im Jahr zuvor von seinem Vater eingerichteten Primogenitur-Fideikommiss Lukov-Kralice in Mähren. Er wurde 1752 zum wirklichen Geheimen Rat ernannt und dann als Diplomat tätig. Zwischen 1763 und 1770 war er Botschafter in London. 1772 kaufte er aus dem Konkurs von Johann Anton Graf von Kuefstein die Herrschaft Litschau. Im selben Jahre erwarb er zudem von Sebastian von Zeno zum Danhaus die Herrschaft Alt Titschein.

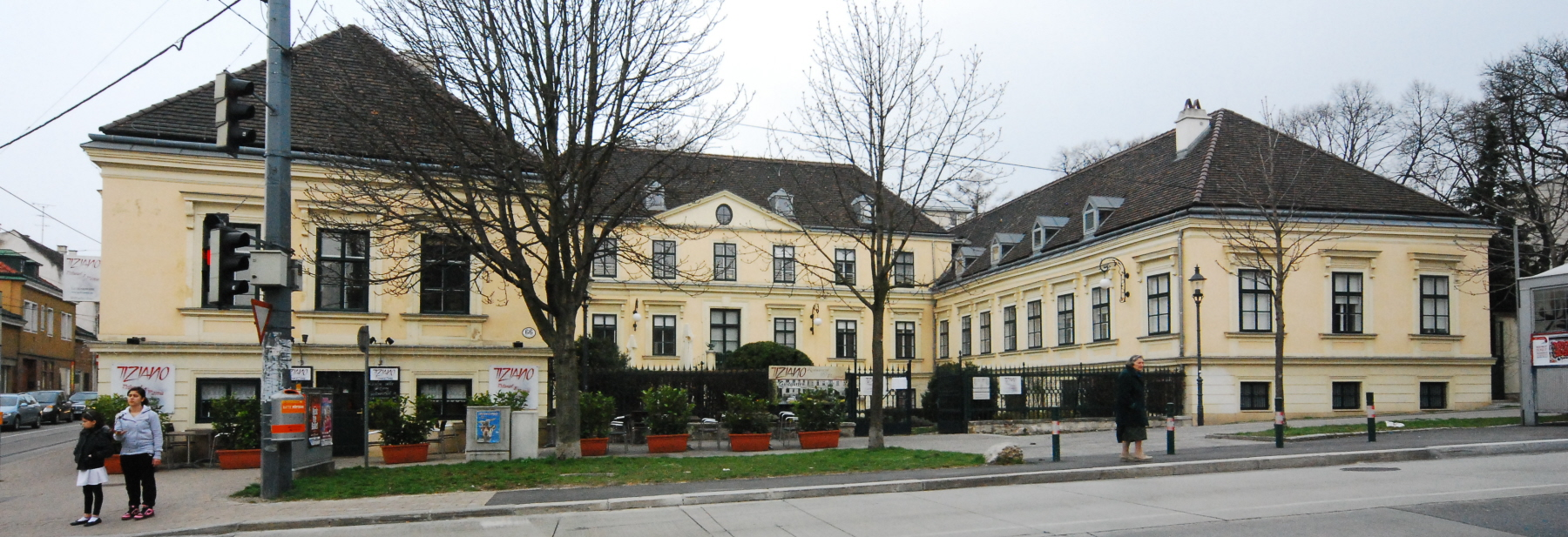
Der Gall-Hof in Hetzendorf

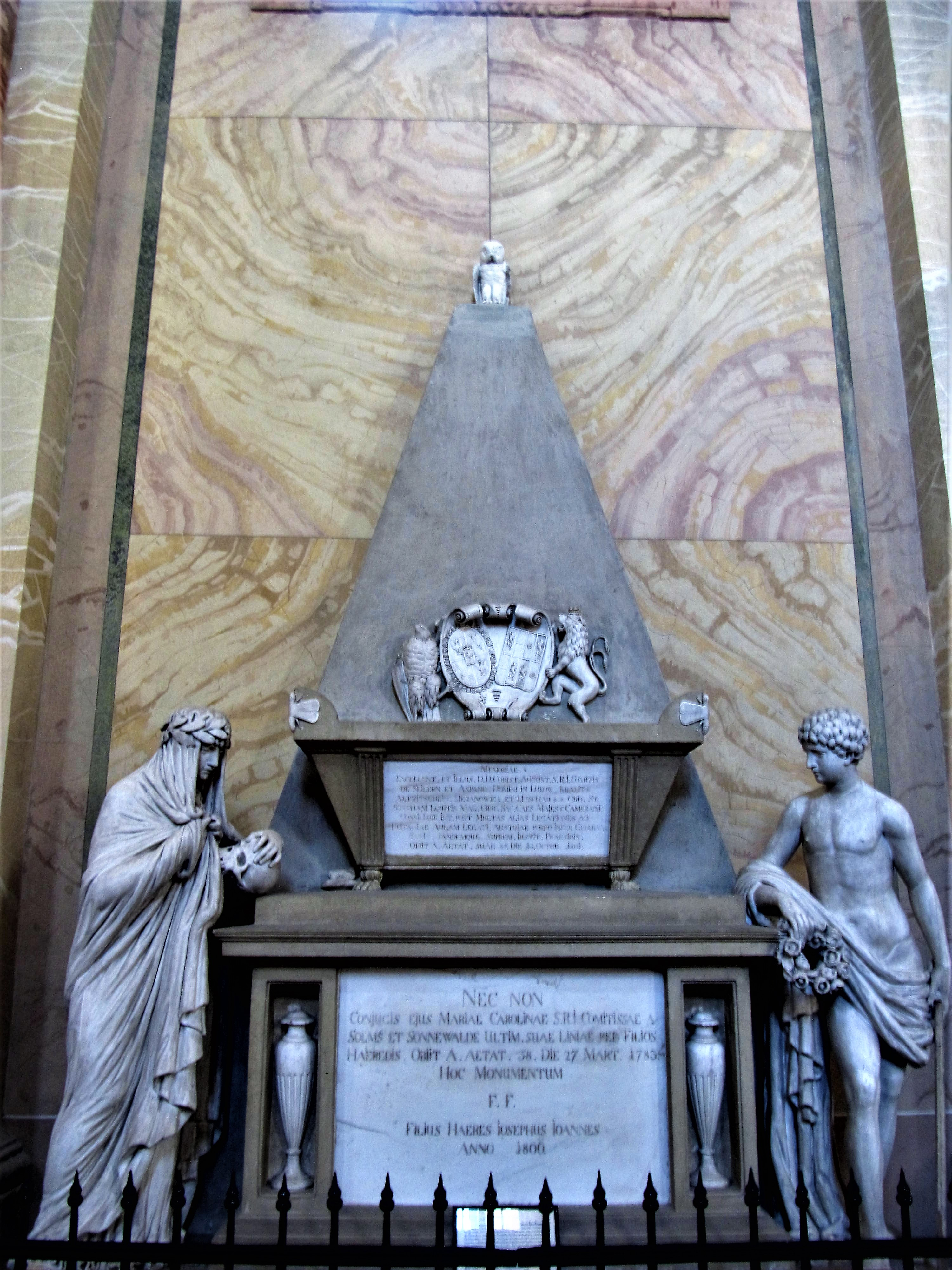
Grabmal im Kloster Štípa

Seilern, der zu diesem Zeitpunkt oberster Justizpräsident war, kaufte am 20. Juni 1780 von Maria Theresia noch die Herrschaft Hetzendorf, den Gutsbetrieb vom Schloss Hetzendorf, das in Habsburger Besitz verblieb. Da die genaue Größe des Gutes Hetzendorf unklar war, kam es 1783 zur Errichtung von Grenzsteinen, wodurch in manchen Quellen irrtümlich dieses Jahr als Beginn des Besitzes von Graf Seilern angegeben wurde. 1782 übernahm Seilern auch die dem Stift Klosterneuburg gehörenden Grundstücke und Häuser, die in Hetzendorf lagen. Sein Wohnsitz in Hetzendorf war der Gall-Hof, den er dem exilierten Kölner Kurfürst-Erzbischof Maximilian Franz von Österreich als Wohnsitz vermietete, der hier 1801 – wenige Monate vor Graf Seilern selbst – verstarb.
Die erste Schule Hetzendorfs, die 1777 von Maria Theresia für die Kinder der Schlossbediensteten gegründet worden war und die danach auch von den Kindern der Ortsbewohner besucht wurde, wurde auf ausdrücklichen Wunsch der Herrscherin von Graf Seilern belassen und weitergeführt, wodurch er als Gründer der ersten Hetzendorfer Gemeindeschule gilt.
Nach dem Tode von Christian August von Seilern erbte sein Sohn Joseph Johann Graf von Seilern die väterlichen Herrschaften mit Ausnahmen von Alt Titschein, das seinem jüngsten Sohn Karl (1754–1806) zufiel.
1905 wurde die Graf-Seilern-Gasse in Wien-Meidling nach dem Besitzer der Herrschaft benannt.